# Vulgärmarxismus
Vulgärmarxismus werden vereinfachende Darstellungen des Marxismus ebenso wie die verkürzenden Auslegungen der Schriften von Karl Marx genannt.
Vereinfachende Darstellungen der Schriften von Marx dienten vor allem zur Vermittlung grundlegender Ergebnisse aus der Forschung von Karl Marx zur Ökonomie, Soziologie und Philosophie an das nicht akademische Publikum in den Fabriken, die Arbeiterschaft.
Eine weitere und dem Vulgärmarxismus gegenläufige Quelle der Vulgarisierung waren der Reformismus und die bürgerliche Kritik am Marxismus. Die Vulgarisierung der Forschung von Karl Marx begründete sich auch durch die lange Zeit mangelnden Möglichkeiten, seine Arbeiten zu publizieren und zu studieren.
Die oftmals abwertende Konnotation des Begriffes ergibt sich auch aus dem von Marx und Engels verwendeten Begriff der Vulgärökonomie.